# Abierto Mexicano Telcel
El Torneig d'Acapulco, oficialment conegut com a Abierto Mexicano TELCEL, és una competició tennística professional que es disputa sobre pista dura al Fairmont Acapulco Princess d'Acapulco, Mèxic. Pertany a les sèries 500 del circuit ATP masculí i dels International Tournaments del circuit WTA femení.
El torneig es va crear l'any 1993 dins el circuit ATP masculí però a la Ciutat de Mèxic. L'any 1999 no es va disputar i el 2001 es va traslladar a Acapulco entrant també en el circuit WTA femení. Originalment es disputava sobre terra batuda i tancava la gira llatinoamericana sobre terra batuda formada per quatre torneigs consecutius, i dels quals era el que oferia més premis. A partir de l'any 2014 es va canviar el tipus de superfície passant a pista dura per tal de servir com a preparació del Masters d'Indian Wells que es disputa la setmana següent.
El tennista austríac Thomas Muster va aconseguir el títol en les quatre primeres edicions i encara conserva el rècord, tot i que el xabienc David Ferrer també en va guanyar quatre edicions però no consecutives. En categoria femenina, la sud-africana Amanda Coetzer i la italiana Flavia Pennetta comparteixen el rècord amb dues victòries. La tennista italiana va disputar sis finals consecutives del torneig entre el 2004 i el 2009.

## Palmarès

### Individuals masculí
| Localització    | Any  | Campió                 | Finalista                   | Resultat            |
| --------------- | ---- | ---------------------- | --------------------------- | ------------------- |
| Acapulco        | 2025 | Tomáš Macháč           | Alejandro Davidovich Fokina | 7−6(6), 6−2         |
| Acapulco        | 2024 | Alex de Minaur (2)     | Casper Ruud                 | 6−4, 6−4            |
| Acapulco        | 2023 | Alex de Minaur         | Tommy Paul                  | 3−6, 6−4, 6−1       |
| Acapulco        | 2022 | Rafael Nadal (4)       | Cameron Norrie              | 6−4, 6−4            |
| Acapulco        | 2021 | Alexander Zverev       | Stéfanos Tsitsipàs          | 6−4, 7−6(3)         |
| Acapulco        | 2020 | Rafael Nadal           | Taylor Fritz                | 6−3, 6−2            |
| Acapulco        | 2019 | Nick Kyrgios           | Alexander Zverev            | 6−3, 6−4            |
| Acapulco        | 2018 | Juan Martín del Potro  | Kevin Anderson              | 6−4, 6−4            |
| Acapulco        | 2017 | Sam Querrey            | Rafael Nadal                | 6−3, 7−6(3)         |
| Acapulco        | 2016 | Dominic Thiem          | Bernard Tomic               | 7−6(6), 4−6, 6−3    |
| Acapulco        | 2015 | David Ferrer (4)       | Kei Nishikori               | 6−3, 7−5            |
| Acapulco        | 2014 | Grígor Dimitrov        | Kevin Anderson              | 7−6(1), 3−6, 7−6(5) |
| Acapulco        | 2013 | Rafael Nadal           | David Ferrer                | 6−0, 6−2            |
| Acapulco        | 2012 | David Ferrer           | Fernando Verdasco           | 6−1, 6−2            |
| Acapulco        | 2011 | David Ferrer           | Nicolás Almagro             | 7−6(4), 6−7(2), 6−2 |
| Acapulco        | 2010 | David Ferrer           | Juan Carlos Ferrero         | 6−3, 3−6, 6−1       |
| Acapulco        | 2009 | Nicolás Almagro (2)    | Gael Monfils                | 6−4, 6−4            |
| Acapulco        | 2008 | Nicolás Almagro        | David Nalbandian            | 6−1, 7−6            |
| Acapulco        | 2007 | Juan Ignacio Chela (2) | Carles Moyà                 | 6−3, 7−6(2)         |
| Acapulco        | 2006 | Luis Horna             | Juan Ignacio Chela          | 7−5(6), 6−4         |
| Acapulco        | 2005 | Rafael Nadal           | Albert Montañés             | 6−1, 6−0            |
| Acapulco        | 2004 | Carles Moyà (2)        | Fernando Verdasco           | 6−3, 6−0            |
| Acapulco        | 2003 | Agustín Calleri        | Mariano Zabaleta            | 7−5, 3−6, 6−3       |
| Acapulco        | 2002 | Carles Moyà            | Fernando Meligeni           | 7−6(4), 7−6(4)      |
| Ciutat de Mèxic | 2001 | Gustavo Kuerten        | Galo Blanco                 | 6−4, 6−2            |
| Ciutat de Mèxic | 2000 | Juan Ignacio Chela     | Mariano Puerta              | 6−4, 7−6(4)         |
| Ciutat de Mèxic | 1999 | No celebrat            | No celebrat                 | No celebrat         |
| Ciutat de Mèxic | 1998 | Jiří Novák             | Xavier Malisse              | 6−3, 6−3            |
| Ciutat de Mèxic | 1997 | Francisco Clavet       | Juan Albert Viloca          | 6−4, 7−6(7)         |
| Ciutat de Mèxic | 1996 | Thomas Muster (4)      | Jiří Novák                  | 7−6(3), 6−2         |
| Ciutat de Mèxic | 1995 | Thomas Muster          | Fernando Meligeni           | 7−6(4), 7−5         |
| Ciutat de Mèxic | 1994 | Thomas Muster          | Roberto Jabali              | 6−3, 6−1            |
| Ciutat de Mèxic | 1993 | Thomas Muster          | Carles Costa                | 6−2, 6−4            |

### Individual femení
| Any  | Campiona            | Finalista              | Resultat         |
| ---- | ------------------- | ---------------------- | ---------------- |
| 2020 | Heather Watson      | Leylah Fernandez       | 6−4, 6−7(8), 6−1 |
| 2019 | Wang Yafan          | Sofia Kenin            | 2−6, 6−3, 7−5    |
| 2018 | Lesia Tsurenko (2)  | Stefanie Vögele        | 5−7, 7−6(2), 6−2 |
| 2017 | Lesia Tsurenko      | Kristina Mladenovic    | 6−1, 7−5         |
| 2016 | Sloane Stephens     | Dominika Cibulková     | 6−4, 4−6, 7−6(5) |
| 2015 | Timea Bacsinszky    | Caroline Garcia        | 6−3, 6−0         |
| 2014 | Dominika Cibulková  | Christina McHale       | 7−6(3), 4−6, 6−4 |
| 2013 | Sara Errani (2)     | Carla Suárez Navarro   | 6−0, 6−4         |
| 2012 | Sara Errani         | Flavia Pennetta        | 5−7, 7−6(2), 6−0 |
| 2011 | Gisela Dulko        | Arantxa Parra Santonja | 6−3, 7−6(5)      |
| 2010 | Venus Williams (2)  | Polona Hercog          | 2−6, 6−2, 6−3    |
| 2009 | Venus Williams      | Flavia Pennetta        | 6−1, 6−2         |
| 2008 | Flavia Pennetta (2) | Alizé Cornet           | 6−0, 4−6, 6−1    |
| 2007 | Emilie Loit         | Flavia Pennetta        | 7−6(0), 6−4      |
| 2006 | Anna-Lena Grönefeld | Flavia Pennetta        | 6−1, 4−6, 6−2    |
| 2005 | Flavia Pennetta     | Ľudmila Cervanová      | 3−6, 7−5, 6−3    |
| 2004 | Iveta Benešová      | Flavia Pennetta        | 7−6(5), 6−4      |
| 2003 | Amanda Coetzer (2)  | Mariana Diaz-Oliva     | 7−5, 6−3         |
| 2002 | Katarina Srebotnik  | Paola Suarez           | 6−7(1), 6−4, 6−2 |
| 2001 | Amanda Coetzer      | Ielena Deméntieva      | 2−6, 6−1, 6−2    |

### Dobles masculins
| Localització    | Any  | Campions                                | Finalistes                             | Resultat               |
| --------------- | ---- | --------------------------------------- | -------------------------------------- | ---------------------- |
| Acapulco        | 2025 | Christian Harrison Evan King            | Sadio Doumbia Fabien Reboul            | 6−4, 6−0               |
| Acapulco        | 2024 | Hugo Nys Jan Zieliński                  | Santiago González Neal Skupski         | 6−3, 6−2               |
| Acapulco        | 2023 | Alexander Erler Lucas Miedler           | Nathaniel Lammons Jackson Withrow      | 7−6(9), 7−6(3)         |
| Acapulco        | 2022 | Feliciano López Stéfanos Tsitsipàs      | Marcelo Arévalo Jean-Julien Rojer      | 7−5, 6−4               |
| Acapulco        | 2021 | Ken Skupski Neal Skupski                | Marcel Granollers Horacio Zeballos     | 7−6(3), 6−4            |
| Acapulco        | 2020 | Łukasz Kubot Marcelo Melo               | Juan Sebastián Cabal Robert Farah      | 7−6(6), 6−7(4), [11−9] |
| Acapulco        | 2019 | Alexander Zverev Mischa Zverev          | Austin Krajicek Artem Sitak            | 2−6, 7−6(4), [10−5]    |
| Acapulco        | 2018 | Jamie Murray Bruno Soares (2)           | Bob Bryan Mike Bryan                   | 7−6(4), 7−5            |
| Acapulco        | 2017 | Jamie Murray Bruno Soares               | John Isner Feliciano López             | 6−3, 6−3               |
| Acapulco        | 2016 | Treat Huey Max Mirnyi                   | Alexander Peya Philipp Petzschner      | 7−6(5), 6−3            |
| Acapulco        | 2015 | Ivan Dodig Marcelo Melo                 | Mariusz Fyrstenberg Santiago González  | 7−6(2), 5−7, [10−3]    |
| Acapulco        | 2014 | Kevin Anderson Matthew Ebden            | Feliciano López Maks Mirni             | 6−3, 6−3               |
| Acapulco        | 2013 | Łukasz Kubot David Marrero              | Simone Bolelli Fabio Fognini           | 7−5, 6−2               |
| Acapulco        | 2012 | David Marrero Fernando Verdasco         | Marcel Granollers Marc López           | 6−3, 6−4               |
| Acapulco        | 2011 | Victor Hănescu Horia Tecău              | Marcelo Melo Bruno Soares              | 6−1, 6−3               |
| Acapulco        | 2010 | Łukasz Kubot Oliver Marach              | Fabio Fognini Potito Starace           | 6−0, 6−0               |
| Acapulco        | 2009 | Frantisek Cermak Michal Mertiňák        | Lukasz Kubot Oliver Marach             | 4−6, 6−4, [10−7]       |
| Acapulco        | 2008 | Oliver Marach Michal Mertiňák           | Agustín Calleri Luis Horna             | 6−2, 6−7(3), [10−7]    |
| Acapulco        | 2007 | Potito Starace Martín Vassallo Argüello | Lukáš Dlouhý Pavel Vízner              | 6−0, 6−2               |
| Acapulco        | 2006 | František Čermák Leoš Friedl            | Potito Starace Filippo Volandri        | 7−5, 6−2               |
| Acapulco        | 2005 | David Ferrer Santiago Ventura           | Jiří Vaněk Tomáš Zíb                   | 4−6, 6−1, 6−4          |
| Acapulco        | 2004 | Bob Bryan Mike Bryan (2)                | Juan Ignacio Chela Nicolás Massú       | 6−2, 6−3               |
| Acapulco        | 2003 | Mark Knowles Daniel Nestor              | David Ferrer Fernando Vicente          | 6−3, 6−3               |
| Acapulco        | 2002 | Bob Bryan Mike Bryan                    | Martin Damm David Rikl                 | 6−1, 3−6, [10−2]       |
| Ciutat de Mèxic | 2001 | Donald Johnson Gustavo Kuerten          | David Adams Martín Alberto García      | 6−3, 7−6(5)            |
| Ciutat de Mèxic | 2000 | Byron Black Donald Johnson              | Gastón Etlis Martín Rodríguez          | 6−3, 7−5               |
| Ciutat de Mèxic | 1999 | No celebrat                             | No celebrat                            | No celebrat            |
| Ciutat de Mèxic | 1998 | Jiří Novák David Rikl                   | Daniel Orsanic David Roditi            | 6−4, 6−2               |
| Ciutat de Mèxic | 1997 | Nicolás Lapentti Daniel Orsanic         | Luis Herrera Mariano Sánchez           | 4−6, 6−3, 7−6          |
| Ciutat de Mèxic | 1996 | Donald Johnson Francisco Montana        | Nicolás Pereira Emilio Sánchez Vicario | 6−2, 6−4               |
| Ciutat de Mèxic | 1995 | Javier Frana Leonardo Lavalle           | Marc-Kevin Göllner Diego Nargiso       | 7−5, 6−3               |
| Ciutat de Mèxic | 1994 | Francisco Montana Bryan Shelton         | Luke Jensen Murphy Jensen              | 6−3, 6−4               |
| Ciutat de Mèxic | 1993 | Leonardo Lavalle Jaime Oncins           | Horacio de la Peña Jorge Lozano        | 7−6, 6−4               |

### Dobles femenins
| Any  | Campiones                                              | Finalistes                                    | Resultat             |
| ---- | ------------------------------------------------------ | --------------------------------------------- | -------------------- |
| 2020 | Desirae Krawczyk Giuliana Olmos                        | Katerina Bondarenko Sharon Fichman            | 6−3, 7−6(5)          |
| 2019 | Viktória Azàrenka Zheng Saisai                         | Desirae Krawczyk Giuliana Olmos               | 6−1, 6−2             |
| 2018 | Tatjana Maria Heather Watson                           | Kaitlyn Christian Sabrina Santamaria          | 7−5, 2−6, [10−2]     |
| 2017 | Darija Jurak Anastassia Rodiónova                      | Verónica Cepede Royg Mariana Duque Mariño     | 6−3, 6−2             |
| 2016 | Anabel Medina Garrigues Arantxa Parra Santonja         | Kiki Bertens Johanna Larsson                  | 6−0, 6−4             |
| 2015 | Lara Arruabarrena María Teresa Torró Flor              | Andrea Hlaváčková Lucie Hradecká              | 7−6(2), 5−7, [13−11] |
| 2014 | Kristina Mladenovic Galina Voskobóieva                 | Petra Cetkovská Iveta Melzer                  | 6−3, 2−6, [10−5]     |
| 2013 | Lourdes Domínguez Lino Arantxa Parra Santonja          | Catalina Castaño Mariana Duque Mariño         | 6−4, 7−6(1)          |
| 2012 | Sara Errani Roberta Vinci                              | Lourdes Domínguez Lino Arantxa Parra Santonja | 6−2, 6−1             |
| 2011 | Maria Korítseva Ioana Raluca Olaru                     | Lourdes Domínguez Lino Arantxa Parra Santonja | 3−6, 6−1, [10−4]     |
| 2010 | Polona Hercog Barbora Záhlavová-Strýcová               | Sara Errani Roberta Vinci                     | 2−6, 6−1, [10−2]     |
| 2009 | Núria Llagostera Vives María José Martínez Sánchez (2) | Lourdes Domínguez Lino Arantxa Parra Santonja | 6−4, 6−2             |
| 2008 | Núria Llagostera Vives María José Martínez Sánchez     | Iveta Benešová Petra Cetkovská                | 6−2, 6−4             |
| 2007 | Lourdes Domínguez Lino Arantxa Parra Santonja          | Émilie Loit Nicole Pratt                      | 6−3, 6−3             |
| 2006 | Anna-Lena Grönefeld Meghann Shaughnessy                | Shinobu Asagoe Émilie Loit                    | 6−1, 6−3             |
| 2005 | Alina Jidkova Tatiana Perebiynis                       | Rosa María Andrés Rodríguez Conchita Martínez | 7−5, 6−3             |
| 2004 | Lisa McShea Milagros Sequera                           | Olga Blahotová Gabriela Navrátilová           | 2−6, 7−6(5), 6−4     |
| 2003 | Émilie Loit Åsa Svensson                               | Petra Mandula Patricia Wartusch               | 6−3, 6−1             |
| 2002 | Virginia Ruano Pascual Paola Suárez                    | Tina Križan Katarina Srebotnik                | 7−5, 6−1             |
| 2001 | María José Martínez Sánchez Anabel Medina Garrigues    | Virginia Ruano Pascual Paola Suárez           | 6−4, 6−7(5), 7−5     |